# クラウディウス・ドルニエ

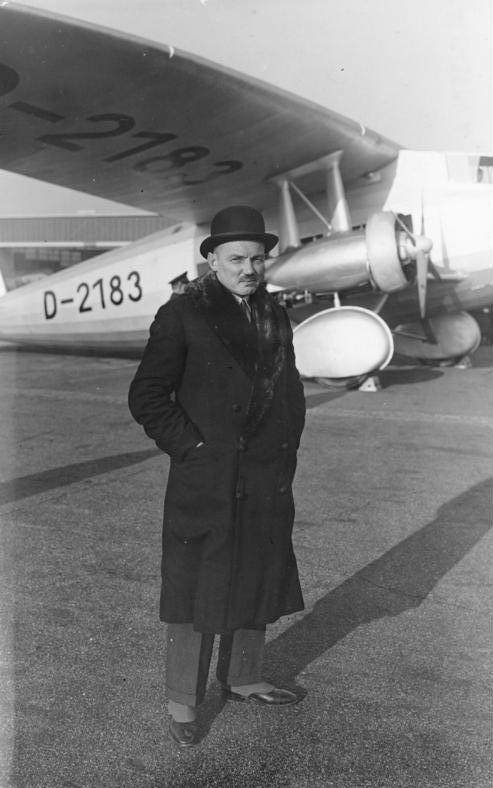
クラウディウス・ドルニエ

クラウディウス・ドルニエ（Claudius Dornier、1884年5月14日 - 1969年12月5日）は、ドイツの航空技術者。ドルニエDo Xの設計者として有名。
バイエルンで生まれ、ミュンヘン工科大学を卒業。ツェッペリン飛行船会社に入り、後にツェッペリン飛行船会社から独立したツェッペリン・ヴェルケ・リンダウ社で、飛行艇の開発に従事した。

## 略歴
ドルニエはシュヴァーベン県ケンプテンでフランス人の父とドイツ人の母の子として生まれた。
ミュンヘン工科大学で機械工学を学んだ。
1910年にツェッペリン飛行船会社（de:Luftschiffbau Zeppelin）に入社、全金属製硬式飛行船の空力研究を行い、社長のツェッペリン伯の目に止まり、リンダウに設立されたツェッペリン・リンダウ製作所の所長に任命され、これにより彼の理論に基づいた航空機の設計、製作にかかった。
1916年になると、彼の設計局はフリードリヒスハーフェンに異動するが、ここでCL.IとD.Iを製作。両機とも金属製応力外皮構造の機体で、D.Iは更にトーションボックス式の片持翼、胴体下面には落下式増槽採用する等した。
第一次世界大戦でドイツが敗戦すると、フリードリヒスハーフェン近郊のマンツェルにあった元のフリードリヒスハーフェン航空機会社（de:Flugzeugbau Friedrichshafen）の工場を利用して作業を続けた。この当時ドルニエは金属製航空機のパイオニアとして名高く、後に高名を得るハンス・クレム、アレキサンダー・リピッシュ、アドルフ・ロールバッハ、リヒャルト・フォークト等を雇用していた。
フーゴー・ユンカースとは、よきライバルであった。
ヴェルサイユ条約によりドイツは航空機の製作に大幅な規制があり、これを逃れる為にボーデン湖対岸のスイスのロールシャッハに組立場を借りた。1922年にはイタリア、ピサにCMASA（Costruzioni Mechaniche Aeronautiche S.A.）を設立しDo.J ワールの生産に入った。この頃、ツェッペリン社からの援助が打ち切られ、ドイツの旅客機生産は、フーゴー・ユンカースに水をあけられていた。
ドルニエは、1931年8月27日定員160名の巨大飛行艇Do Xで、ブラジル経由での大西洋横断を成功させ、ユンカースとの競争に輸送力の面で勝ったが、定期航路の構築は世界恐慌のために、また、飛行機の販売面でも振るわなかった。